# Rybna
Rybna (deutsch: Riebnig) ist ein Ort in der Gemeinde Popielów im Powiat Opolski der Woiwodschaft Oppeln in Polen.

## Geographie
Rybna liegt im Osten der historischen Region Niederschlesien an der Grenze zu Oberschlesien, vier Kilometer westlich von Popielów (Alt Poppelau) und etwa 30 Kilometer nordwestlich von Oppeln im Landschaftsschutzpark Stobrawski. Südlich verläuft die Oder, in die hier die Glatzer Neisse mündet.
Nachbarorte von Rybna sind im Norden Stare Kolnie (Alt Köln), im Osten Poppelau und im Südosten Klink (Popielowska Kolonia).

## Geschichte
Riebnig wurde im Jahr 1321 erstmals als Rybna erwähnt. Weitere Erwähnungen erfolgten in den Jahren 1324 und 1547. Der Ortsname leitet sich vom slawischen Begriff Ryba (Fisch) ab und bedeutet Fischdorf.
Nach dem Ersten Schlesischen Krieg 1742 fiel Riebnig mit dem größten Teil Schlesiens an Preußen. Nach der Neuorganisation der Provinz Schlesien gehörte die Landgemeinde Riebnig ab 1816 zum Landkreis Brieg, mit dem es bis 1945 verbunden blieb. 1845 wurde als polnischer Ortsname Riebna verwendet. Im gleichen Jahr bestanden im Dorf ein Vorwerk, eine Ziegelei und 43 Wohnhäuser. 1845 lebten in Riebnig 379 Einwohner, davon 57 katholisch. 1874 wurde der Amtsbezirk Riebnig gegründet, dem die Landgemeinden Alt Cöln und Riebnig sowie der Gutsbezirk Riebnig zugewiesen wurden.
1933 lebten in Riebnig 466 Einwohner, 1939 waren es 413 Einwohner. Während der Zeit des Nationalsozialismus befand sich in Riebnig zunächst ein Reichsarbeitsdienstlager. Nach dessen Auflösung wurden in dem Lager von November 1941 bis März 1943 vorübergehend schlesische Juden interniert, die anschließend in mehreren Transporten in das Konzentrationslager Theresienstadt und Vernichtungslager im Osten deportiert wurden.
Als Folge des Zweiten Weltkriegs fiel Riebnig 1945 an Polen. Nachfolgend wurde es in Rybna umbenannt. Die deutsche Bevölkerung wurde weitgehend vertrieben. Von 1945 bis 1954 und von 1973 bis 1975 gehörte Rybna zur Gemeinde Karłowice. Ab 1946 war es der Woiwodschaft Breslau, seit 1950 ist es der Woiwodschaft Oppeln eingegliedert.
Beim Jahrhunderthochwasser der Oder 1997 wurde Rybna überschwemmt. 1999 wurde es dem wiedergegründeten Powiat Opolski zugeordnet.

## Vereine
- Fußballverein LKS Rybna